# Valentina Zenere
 (février 2019).
Si vous disposez d'ouvrages ou d'articles de référence ou si vous connaissez des sites web de qualité traitant du thème abordé ici, merci de compléter l'article en donnant les références utiles à sa vérifiabilité et en les liant à la section « Notes et références ».
Valentina Zenere est une actrice, mannequin et chanteuse argentine, née le 15 janvier 1997 à Buenos Aires (Argentine).
Elle est principalement connue pour le rôle d'Ambre Smith (Ámbar Smith en VO) dans la série Soy Luna, diffusée sur Disney Channel entre 2016 et 2018.
En 2020, elle apparaît dans la cinquième et dernière saison de la série dramatique espagnole Les Demoiselles du téléphone, diffusée sur Netflix.
Entre 2022 et 2024, elle interprète le rôle d'Isadora Artiñan dans les 4 dernières saisons la série espagnole Élite, également diffusée sur Netflix.

## Carrière
Valentina Zenere pratique le théâtre et la comédie musicale depuis qu’elle a six ans. Elle apparaît pour la première fois à la télévision dans une publicité pour Barbie[réf. nécessaire]. Elle obtient son premier rôle en 2010 à l’âge de treize ans quand elle est contactée par Cris Morena pour participer à la quatrième saison de Casi Ángeles où elle interprète Alai Inchausti ou Alai Morales Romero[pas clair].
En 2011, elle travaille comme mannequin pour les campagnes de Sweet Victorian et de Tutta La Frutta.[réf. nécessaire]
En 2013, elle obtient le rôle de Mara Ulloa dans la série Aliados, rôle qu'elle reprend pour la deuxième saison.
Entre 2016 et 2018, elle interprète le personnage d'Ambre Smith, l'antagoniste principale, dans la série de Disney Channel Soy Luna.
En 2020, elle apparaît dans la partie finale de la dernière saison de la série Les Demoiselles du téléphone, diffusée sur Netflix.
En 2021, Valentina obtient le rôle d'Isadora Artiñan dans la saison 5 de la série espagnole Élite. Elle reprend son rôle pour les saisons 6, 7 et 8.

## Vie privée
De juin 2020 à juin 2023, Valentina était en couple avec Jordi Lladó.
Fin octobre 2024, elle confirme sa relation avec Sebastián Ortega.

## Filmographie

### Cinéma
- 2024 : Nahir : Nahir Galarza

### Télévision
- 2010 : Casi Ángeles : Alai Inchausti
- 2011 : Los únicos (es) : Jessica Cervantes
- 2013-2014 : Aliados : Mara Ulloa
- 2016-2018 : Soy Luna : Ambre Smith
- 2019 : Juacas : Ambre Smith
- 2020 : Les Demoiselles du téléphone : Camila Salvador
- 2022-2024 : Élite : Isadora Artiñan
- 2025 : Dans la boue : Marina Delorsi

## Récompenses et nominations
| Année | Prix                                      | Catégorie        | série/film | Résultats |
| ----- | ----------------------------------------- | ---------------- | ---------- | --------- |
| 2016  | Kids' choice awards méxico                | méchante préféré | Soy luna   | gagné     |
| 2016  | Kids' choice awards colombia              | méchante préféré | Soy luna   | gagné     |
| 2016  | Kids' choice awards argentina             | méchante préféré | Soy luna   | gagné     |
| 2017  | Kids' choice awards colombia              | fille à la mode  | Soy luna   | gagné     |
| 2017  | Kids' choice awards argentina             | méchante préféré | Soy luna   | Nommé     |
| 2017  | fans awards                               | La déesse        | Elle-même  | Nommé     |
| 2017  | fans awards                               | meilleur fandom  | fan club   | Nommé     |
| 2018  | nickelodeon Kids' choice awards argentina | ship préférer    | Soy luna   | gagné     |
| 2019  | nickelodeon Kids' choice awards méxico    | méchante préféré | Soy luna   | gagné     |

## Discographie

### Singles
- 2022 : Cero Coma
- 2023 : Dale
- 2023 : Fxcking noche de mi vida (Avec fer vazquez et zzoilo)
- 2025 : beautiful (avec Emilia Mernes)

## Tournée
- Soy Luna en Concierto (2017)
- Soy Luna Live (2018)
- Soy Luna en Vivo (2018)